# Фарід Шааль
Фарід Шааль (араб. فريد شعال‎, нар. 3 липня 1994, Бені-Дуала) — алжирський футболіст, воротар клубу «МК Алжир».
Виступав, зокрема, за клуби «МК Алжир» та «УСМ Ель Хараш», а також олімпійську збірну Алжиру.

## Клубна кар'єра
У дорослому футболі дебютував 2014 року виступами за команду клубу «МК Алжир», в якій провів один сезон, взявши участь лише у 1 матчі чемпіонату.
З 2015 року на правах оренди виступав у складі клубу «УСМ Ель Хараш». Відіграв за команду з Алжира наступний сезон своєї ігрової кар'єри. Більшість часу, проведеного у складі «УСМ Ель Хараша», був основним голкіпером команди.
До складу клубу «МК Алжир» повернувся 2016 року. Відтоді встиг відіграти за команду з Алжира 8 матчів в національному чемпіонаті.

## Виступи за збірну
2016 року захищав кольори олімпійської збірної Алжиру. У складі цієї команди провів 2 матчі, пропустив 5 голів. У складі збірної — учасник футбольного турніру на Олімпійських іграх 2016 року у Ріо-де-Жанейро.